# Histioteuthis eltaninae
Histioteuthis eltaninae är en bläckfiskart som beskrevs av Voss 1969. Histioteuthis eltaninae ingår i släktet Histioteuthis och familjen Histioteuthidae. Inga underarter finns listade i Catalogue of Life.